# Alarico Fernandes
Alarico Jorge G. Fernandes war ein osttimoresischer Politiker, Unabhängigkeitsaktivist und Freiheitskämpfer. Er stammte aus Aissirimou (Gemeinde Aileu).
Fernandes gehörte 1974 zu den Mitbegründern der linksorientierten osttimoresischen Partei FRETILIN (zuerst unter dem Namen ASDT) und war ihr erster Generalsekretär. Innerhalb der Partei gehörte er, nach Einschätzung des damaligen Sekretärs für Außenbeziehung José Ramos-Horta, zum kommunistischen Flügel.
Nach der Ausrufung der Unabhängigkeit Osttimors 1975 wurde Fernandes Innen-, Informations- und Sicherheitsminister. Nach der Invasion Indonesiens verlas Fernandes im Radio Maubere der FRETILIN regelmäßig Berichte vom Abwehrkampf gegen die Besatzer, wobei der Wahrheitsgehalt nicht unbedingt sehr hoch war und ständig Erfolge der FRETILIN vermeldet wurden. Den Sender hatten die Osttimoresen 1975 von der Communist Party of Australia erhalten.
Bei der Konferenz der FRETILIN in Laline im August 1977 stellte sich Fernandes gegen die herrschende Meinung, dass ein weiterer Widerstand auch ohne Hilfe von außen möglich wäre. Präsident Francisco Xavier do Amaral war bereits aufgrund seiner gegensätzlichen Meinung dem Treffen ferngeblieben. Amaral wurde im Monat darauf abgesetzt und verhaftet. Fernandes ergab sich den Indonesiern im September 1978. Der Radiosender wurde am 12. Dezember von den Indonesiern aufgespürt und die Sendungen beendet. Es gibt Vorwürfe, dass Fernandes zu den Indonesiern übergelaufen sei und bereits vor seiner Gefangennahme kodierte Nachrichten über das Radio an die Invasoren sendete, um Stellungen des Widerstands zu verraten. Außerdem soll er sich an der indonesischen Operation Skylight, bei der gezielt versucht wurde, FRETILIN-Kommandanten zur Aufgabe zu bewegen oder zu eliminieren, beteiligt haben. Fernandes wurde von den Indonesiern auf die Insel Sumba gebracht, wo er fortan lebte.
Ende 2010 kehrte Alarico Fernandes nach Osttimor zurück. Er wurde von Premierminister Xanana Gusmão freundlich begrüßt.